# Седам плус седам младих
Седам плус седам младих је други студијски албум групе Седморица младих, издат 1979. године, а објављен под издавачком лиценцом ПГП РТБ у Београду. Изашао је на винилу и компакт-диск издању, а на њему се налази дванаест песама.

## Списак песама
1. Авиза 1:20
2. Батунга ре 3:13
3. 7 Младих и Пепел ин Кри — Рубара старог кћи 3:12
4. Циао Амици 3:07
5. Wand'ring star  2:27
6. Локице — Појешћу те 3:00
7. Још увек волим те 3:10
8. Ода смеху 3:15
9. Кад једном одеш ти 2:45
10. Олуја 3:25
11. Кафана под липом 4:10
12. Одјава 1:20